# Simon Opzoomer
Simon Opzoomer (Rotterdam, 19 september 1807 – Antwerpen, 4 augustus 1878) was een Nederlandse schilder en tekenaar.

## Leven en werk
Opzoomer was een zoon van Cornelis Opzoomer en Geertruij Vogel en een broer van de filosoof en jurist Cornelis Willem Opzoomer. Hij kreeg zijn schildersopleiding van Gillis De Meijer en Mattheus Ignatius van Bree aan de Antwerpse Academie, later van Nicaise De Keyser. Hij verbleef enige tijd in Parijs tot hij in 1837 terugkeerde naar Rotterdam. Opzoomer woonde en werkte vervolgens in Antwerpen (1853), Den Haag (1857), Rotterdam (1858) en ten slotte in Antwerpen. Hij schilderde genrestukken en historische voorstellingen.
Opzoomer werd in 1845 lid van de Koninklijke Academie in Amsterdam. In 1853 werd hij door Willem III benoemd tot ridder in de Orde van de Eikenkroon. Opzoomer overleed op 70-jarige leeftijd in Antwerpen.

## Werken in openbare collecties (selectie)
- Centraal Museum
- Museum Boijmans Van Beuningen
- Rijksmuseum Amsterdam